# 72
72（七十二、ななじゅうに、ななそふた、ななそじあまりふたつ）は自然数、また整数において、71の次で73の前の数である。

## 性質
- 72は合成数であり、正の約数は 1, 2, 3, 4, 6, 8, 9, 12, 18, 24, 36, 72 である。
  - 約数の和は195。
    - 15番目の過剰数である。1つ前は70、次は78。
    - 約数の和が奇数になる14番目の数である。1つ前は64、次は81。

  - 12個の約数をもつ2番目の数である。1つ前は60、次は84。
  - 約数の積は139314069504。
    - 約数の積の値がそれ以前の数を上回る16番目の数である。1つ前は60、次は84。(オンライン整数列大辞典の数列 A034287)
- 1から10までの数のうち、5の倍数(5, 10)と7を除く数で割り切れる最小の数である。
- 1/72 = 0.0138… (下線部は循環節で長さは1)
  - 逆数が循環小数になる数で循環節が1になる13番目の数である。1つ前は60、次は75。(オンライン整数列大辞典の数列 A070021)
- 8番目の高度トーシェント数。1つ前は48、次は144。
- 72 = 8 × 9
  - 8番目の矩形数である。1つ前は56、次は90。
  - 72 = 81 + 82 = 92 − 91
    - 8の自然数乗の和とみたとき1つ前は8、次は584。

  - 72 = 2 + 4 + 6 + 8 + 10 + 12 + 14 + 16
  - 72 = 34 − 32
    - n = 3 のときの n4 − n2 の値とみたとき1つ前は12、次は240。(オンライン整数列大辞典の数列 A047928)

  - 72 = 6 × σ(6) (ただし σ は約数関数)
  - 72 = 2 × 62
    - n = 2 のときの n × 6n の値とみたとき1つ前は6、次は648。(オンライン整数列大辞典の数列 A036292)
    - n = 6 のときの 2n2 の値とみたとき1つ前は50、次は98。(オンライン整数列大辞典の数列 A001105)

  - 72 = 23 × 32
    - n = 3 のときの 2n × n2 の値とみたとき1つ前は16、次は256。(オンライン整数列大辞典の数列 A007758)
    - n = 2 のときの n3 × 3n の値とみたとき1つ前は3、次は729。(オンライン整数列大辞典の数列 A062074)
    - n = 2 のときの nn+1(n + 1)n の値とみたとき1つ前は2、次は5184。(オンライン整数列大辞典の数列 A051443)
    - 2つの異なる素因数の積で p3 × q2 の形で表せる最小の数である。次は108。(オンライン整数列大辞典の数列 A143610)
      - 最小のアキレス数である。次は108。

    - 2i × 3j (i ≧ 1, j ≧ 1) で表せる8番目の数である。1つ前は54、次は96。(オンライン整数列大辞典の数列 A033845)
      - 2i × 3j (i ≧ 0, j ≧ 0) で表せる18番目の数である。1つ前は64、次は81。(オンライン整数列大辞典の数列 A003586)
        - この数を基数とするN進法においての逆数は有限小数になる。
例．1/72 = 0.003(6) 、1/72 = 0.02(12)

  - 72 = 8 × 32
    - n = 3 のときの 8n2 の値とみたとき1つ前は32、次は128。(オンライン整数列大辞典の数列 A001105)
    - n = 2 のときの 8 × 3n の値とみたとき1つ前は24、次は216。(オンライン整数列大辞典の数列 A005051)

  - 72 = 9 × 23
    - n = 3 のときの 9 × 2n の値とみたとき1つ前は36、次は144。(オンライン整数列大辞典の数列 A005010)
- 4つの連続する素数の和で表せる6番目の数である。1つ前は60、次は88。
72 = 13 + 17 + 19 + 23
- 6つの連続する素数の和で表せる3番目の数である。1つ前は56、次は90。
72 = 5 + 7 + 11 + 13 + 17 + 19
- 九九では 8 の段で 8 × 9 = 72（はっくしちじゅうに）、9 の段で 9 × 8 = 72（くはしちじゅうに）と2通りの表し方がある。九九で2通りの表し方のある整数のうち最大の数である。また九九に現れる数のうち唯一の70台の数。
- 28番目のハーシャッド数である。1つ前は70、次は80。
  - 9を基とする8番目のハーシャッド数である。1つ前は63、次は81。
- 72 = 23 + 43
  - 2つの正の数の立方数の和で表せる8番目の数である。1つ前は65、次は91。(オンライン整数列大辞典の数列 A003325)
  - 異なる2つの正の数の立方数の和で表せる5番目の数である。1つ前は65、次は91。(オンライン整数列大辞典の数列 A024670)
  - 72 = 03 + 23 + 43
    - 3連続偶数の立方和で表せる数である。1つ前は0、ただし負の数を除くと最小、次は288。
    - 自然数の偶数の立方和とみたとき1つ前は8、次は288。
    - n3 + (n + 2)3 + (n + 4)3 とみたとき整数の範囲では最小、負の数を含むと1つ前は27、次は153。

  - 72 = 43 + 23
    - n = 3 のときの 4n + 2n = 22n + 2n = 2n(2n + 1) の値とみたとき1つ前は20、次は272。(オンライン整数列大辞典の数列 A063376)
- 異なる平方数の和で表せない31個の数の中で25番目の数である。1つ前は67、次は76。
- 約数の和が72になる数は5個ある (30, 46, 51, 55, 71)。約数の和5個で表せる最小の数である。次は144。
  - 約数の和が72より小さな数で5個ある数はない。1つ前は24 (3個)、次は168 (6個)。
- 10進数3桁において完全数28の補数である。(例.28 + 72 = 100)
- 72 = 22 + 22 + 82
  - 3つの平方数の和1通りで表せる34番目の数である。1つ前は70、次は73。(オンライン整数列大辞典の数列 A025321)
- 722 = 7! + 5! + 4!
  - n2 が階乗の和で表せる9番目の数である。1つ前は71、次は213。(オンライン整数列大辞典の数列 A014597)

## その他 72 に関すること
- 72×単位
  - 72° = 2/5π（ラジアン）。これは 1/5 周であり、すなわち正五角形の中心角であり、すなわちその外角である。
  - 黄金三角形の底角の大きさは72°である。
  - cos 72°= 1/2φ (ただしφは黄金数)(オンライン整数列大辞典の数列 A019827)
  - かつてのコンピュータディスプレイの標準的な解像度が 72dpi。現在でもコンピュータグラフィックスの解像度には、72 を基準にしたものが多く用いられる。
- 72番目のもの
  - 第72番元素はハフニウム (Hf)。
  - 第72代天皇は白河天皇である。
  - 日本の第72代内閣総理大臣は中曽根康弘である。
  - 大相撲の第72代横綱は稀勢の里寛である。
  - 年始から数えて72日目は3月13日、閏年は3月12日。
  - 第72代ローマ教皇はヨハネス4世（在位：640年9月13日～642年10月12日）である。
  - M72 は球状星団である。
  - クルアーンにおける第72番目のスーラは幽精である。
- 72あるもの
  - 七十二候: 1年を72分割し、5日毎に区切る。
  - 『ゴエティア』に列挙されている悪魔の人数。
  - 水滸伝に登場する百八星のうち、下位72星を地煞星七十二星という。
  - ユダヤ教のカバラでは神が持つ72の名 (en:Shemhamphorasch) が語られている。
  - 前漢初代皇帝劉邦の黒子の数。
- 言葉
  - 1072 は漢数字で表せない最小の自然数。漢数字で表せる最大の数は、1072 − 1 = 九千九百九十九無量大数九千九百九十九不可思議九千九百九十九那由他九千九百九十九阿僧祇九千九百九十九恒河沙九千九百九十九極九千九百九十九載九千九百九十九正九千九百九十九澗九千九百九十九溝九千九百九十九穣九千九百九十九杼九千九百九十九垓九千九百九十九京九千九百九十九兆九千九百九十九億九千九百九十九万九千九百九十九である。
  - 72時間の壁：災害発生時の人命救助における用語。
- イスラームの天国では男性信者は永遠の処女（フーリー）と性交できるとされるが、その人数はしばしば信者一人につき72人とされる。クルアーン本文には人数の記載はなく論者によって違いがある。
- T-72 ソ連の戦車。
- 72の法則: 手元の資本が2倍になるのに何年掛かるかを計算するための法則。72 を年間利率で割ることにより算出。ln 2 ≒ 0.693 ≒ 72/100 であることを利用している。
- 72系は72を使用した（鉄道車両の）体系の一覧。
- 楽曲名
  - the band apartの楽曲（2006年発表）。アルバム『alfred and cavity』に収録。
  - 新しい地図（稲垣吾郎・草彅剛・香取慎吾）の楽曲（2017年12月24日にiTunes Store、レコチョク、Amazon Music、Google Play Musicで配信リリースがスタート）。AbemaTV配信番組『72時間ホンネテレビ』のテーマソング。
- ATR 72は、ATRのターボプロップ機。
- ZC72S（ZD72S）は、スズキ・スイフト（3代目）の車両型式。